# Produzentenrente

Konsumentenrente und Produzentenrente im Marktdiagramm.

Die Produzentenrente (englisch producer surplus) ist in der Volkswirtschaftslehre nach Alfred Marshall (1890) die Differenz aus dem Gleichgewichtspreis, den der Produzent aufgrund der Marktverhältnisse tatsächlich erhält (Marktpreis) und dem Preis, den er mindestens benötigt, um rentabel zu bleiben (Reservationspreis). Die Produzentenrente ist eine ökonomische Rente, der die Konsumentenrente gegenübersteht. Gemeinsam sind diese die wesentlichen Bausteine zur Bestimmung der ökonomischen Wohlfahrt.

## Produzentenrente und Gewinn
Die Produzentenrente ist zwar eng mit dem Gewinn verwandt, aber nicht mit diesem gleichzusetzen. Unterscheidung:
- Die Produzentenrente ergibt sich als Differenz von Umsatzerlös und variablen Kosten,
- Gewinn ist die Differenz von Umsatzerlös und Gesamtkosten (sowohl variable als auch Fixkosten).[2]

Die Definition der Produzentenrente ist in der Fachliteratur jedoch nicht eindeutig. Hal Varian beschreibt die Produzentenrente als „Umsatz minus den variablen Kosten, oder gleichwertig, dem Gewinn plus den Fixkosten“. Jean Tirole dagegen schreibt: „Den Gewinn des Unternehmens bezeichnet man auch als Produzentenrente. Der Gewinn ist gleich dem Erlös abzüglich den Kosten“. Auch Wolfgang Cezanne versteht unter der Produzentenrente den Gewinn: „Bei Marktpreisen über den totalen Durchschnittskosten entsteht also ein Gewinn. Dieser Gewinn wird als Produzentenrente bezeichnet [...]“.
Da es langfristig keine Fixkosten gibt, kann man in diesem Fall von einer Produzentenrente als Differenz von Umsatz und variablen Kosten sprechen.

## Erläuterung

Ökonomische Wohlfahrt ohne Staatseingriff.
KR Konsumentenrente
PR Produzentenrente
S Angebot (engl. Supply)
D Nachfrage (engl. Demand)
p_{GG} Gleichgewichtspreis
x_{GG} Gleichgewichtsmenge

Im Gegensatz zur psychologischen Größe der Konsumentenrente hängt die Produzentenrente von der Kostenstruktur der jeweiligen Unternehmen ab. Nicht alle Unternehmen arbeiten gleichermaßen effizient. Der Marktpreis entspricht genau den Produktionskosten desjenigen Anbieter, der sich gerade noch am Markt halten kann (Grenzanbieter). Alle Unternehmen die günstiger produzieren als der Grenzanbieter erwirtschaften Extragewinne. Obwohl der Grenzanbieter am Markt agiert, bekommt er keine Produzentenrente. 
Der Ausdruck Produzentenrente ist auch deshalb irreführend, weil die Extragewinne keine wirtschaftliche Rente im üblichen Sprachgebrauch darstellen. Sie sind vielmehr die Belohnung dafür, dass die betreffenden Unternehmen kostengünstiger produzieren als der Grenzanbieter.

## Beispiel
Ein spezieller MP3-Player wird zu einem Preis von 100 € gekauft und verkauft (Marktpreis), ein Anbieter A hätte ihn aber auch für 80 € anbieten können (aufgrund seiner geringeren Herstellungskosten). Er hat gegenüber dem allgemeinen Verkaufspreis 20 € „gespart“ (Produzentenrente).

## Bedeutung
Interessant ist die Produzentenrente unter Bedingungen des eingeschränkten Wettbewerbs:
- Bei perfekter Preisdiskriminierung erhält der Anbieter die Summe aus Produzenten- und Konsumentenrente und erreicht damit wie im Falle des Wettbewerbs das Wohlfahrtsmaximum. Um eine Aussage über seine Gewinnsituation treffen zu können, ist jedoch die Kenntnis der Kostenstruktur notwendig.
- In einem Monopol gelingt es dem Monopolisten gewinnmaximierend die Produzentenrente zu steigern, indem er entweder die Preise oder die Mengen festlegt. Tendenziell kommt es jedoch zu einer Unterversorgung mit dem Monopolgut bei Überversorgung mit Gütern, die unter Wettbewerbsbedingungen angeboten werden, so dass die gesamte Wohlfahrt sinkt.